# Javier Puado Díaz
Javier Puado Díaz (Barcelona, 25 de maig de 1998) és un futbolista professional català que juga en la posició de migcampista ofensiu al RCD Espanyol. És internacional amb la selecció catalana i també amb la selecció espanyola.

## Trajectòria
Va començar a formar-se com a futbolista a les categories inferiors de la UE Cornellà i va fitxar pel planter del RCD Espanyol la temporada 2014-15 per reforçar el juvenil B; aviat va destacar per la seva facilitat golejadora. La temporada 2016-17 va ascendir al filial, però en la seva primera aparició amb l'equip es va trencar el lligament creuat del genoll esquerre. Malgrat aquest entrebanc, després de sortir d'aquesta lesió, els números golejadors de Puado no van passar desapercebuts pel Reial Madrid, que va tractar d'incorporar-lo al seu filial a la recta final del mercat d'estiu de la temporada 2017-18. L'operació estava pràcticament tancada, però el president de l'Espanyol, Chen Yansheng, la va frenar personalment.
L'estiu de 2018, després de l'arribada de Rubi a la banqueta del RCD Espanyol i de marcar dos gols en pretemporada, Puado va passar al primer equip per la temporada 2018-19. Va debutar a la primera jornada de lliga davant del Celta de Vigo. Va marcar el seu primer gol com a professiona l'1 de novembre, el de l'empat en una derrota per 1–2 a fora contra el Cadis CF, a la Copa del Rei.
El 16 de novembre de 2019, Puado fou cedit al Reial Saragossa de Segona Divisió, per cobrir-hi la baixa de Raphael Dwamena. Després de tornar a l'RCDE Stadium, va marcar 12 gols durant la temporada 2020–21 – el segon màxim golejador de l'equip, només darrer dels 23 de Raúl de Tomás – i l'Espanyol va tornar a la màxima categoria com a campió de segona, després d'un any d'absència.

## Internacional

### Catalunya
El 25 de març de 2019 va debutar amb la selecció de Catalunya, i va fer el gol de la victòria en el partit amistós contra la selecció de Veneçuela.
El 2022 va disputar el partit Catalunya – Jamaica a Montilivi, una victòria per 6-0 en què Puado va fer el sisè i darrer gol, a la segona part.

### Espanya
El 6 de setembre de 2019, Puado va debutar amb la selecció espanyola sub-21, jugant la primera part en una victòria per 1–0 contra el Kazakhstan a la fase de classificació de la Campionat d'Europa de Futbol sub-21 de la UEFA de 2021. Seleccionat per Luis de la Fuente per la fase final, va obrir el marcador de la victòria per 3–0 contra Eslovènia a la fase de grups, i va marcar un doblet en una victòria per 2–1 al temps afegit en els quarts de final contra Croàcia.
Va debutar amb la selecció espanyola absoluta el 8 de juny de 2021, marcant en un amistós que acabà en victòria per 4–0 contra Lituània a Leganés i en el qual deu dels titulars eren jugadors debutants.